# Steam (band)
Steam was een Amerikaanse poprockband.

## Bezetting
- Paul Leka[3] (producent, co-writer, keyboards)
- Dale Frashuer[4] (co-writer)
- Gary DeCarlo[5] (co-writer, leadzang, percussie)
- David Chester (gitaar)

## Geschiedenis
Frashuer en DeCarlo waren lid van de zanggroep The Glenwoods uit Bridgeport, waar Leka de piano bespeelde. Het duo ging uit elkaar maar bleef in contact. Leka werd songwriter bij Circle Five Productions, waar hij Green Tambourine (1967) van The Lemon Pipers schreef en produceerde en andere nummers met Shelley Pinz. In 1969 werkte Leka bij Mercury Records en hij overtuigde A&R Records om met DeCarlo, bijgenaamd Garrett Scott, op te nemen. Met Leka als producent nam DeCarlo vier singles op, waarvan Reno dacht dat ze konden worden uitgegeven als A-kant. DeCarlo's eerste single was Workin' on a Groovy Thing, maar werd binnen een week verslagen door The 5th Dimension met hun eigen versie. Daarna bepaalden de firma en Leka Sweet Laura Lee als de volgende single, maar een B-kant was nodig. DeCarlo en Leka werden gevraagd om een B-kant te schrijven met Frashuer. De song werd Kiss Him Goodbye.
Een deejay in Georgia speelde Na Na Hey Hey Kiss Him Goodbye op de radio. Na velerlei verzoeken zette het radiostation de song op hun propvolle afspeellijsten en andere radiostations namen het over. Toen de promotie-afdeling van Mercury Records hoorde dat zuidelijke radiostations de song speelden, gaven ze opdracht om 100.000 exemplaren op te kopen en deze te plaatsen in de Billboard Hot 100. Toen de radiostations in andere staten de song zagen verschijnen in de Billboard hot 100, reageerden ze direct en de speeltijd van de song groeide zienderogen. De investering van ongeveer 50.000 dollar in verkoop-bevorderende fondsen om hun eigen opnamen te kopen, werkte in het voordeel van Mercury Records en de song bereikte in december 1969 voor twee weken de 1e plaats in de Verenigde Staten. Dale Frashuer verdween uit de schijnwerpers. Paul Leka werd een succesvol songwriter en producent voordat hij overleed in 2011. Gary DeCarlo begon weer met optreden in 2012. Bij aanvang van het nieuwe decennium hadden de verkoopcijfers van Na Na Hey Hey Kiss Him Goodbye de grens van 6,5 miljoen exemplaren overschreden.
Hun tweede single I've Gotta Make You Love Me bereikte in februari 1970 een 44e plaats in de Canadese hitlijst. In 2014 publiceerde DeCarlo het album Long Time Comin', inclusief een nieuwe versie van zijn hit. Hij overleed ( Bridgeport, 5 juni 1942 – 28 juni 2017) op 75-jarige leeftijd aan de gevolgen van longkanker.

## Discografie

### Singles
Fontana Records
- 1969: Na Na Hey Hey Kiss Him Goodbye / It's The Magic in You Girl

Mercury Records
- 1970: One Good Woman / I've Gotta Make You Love Me
- 1970: I'm The One Who Loves You / What I'm Saying Is True

### Album
- 1970: Steam (Mercury Records)
- A-kant: Na Na Hey Hey Kiss Him Goodbye - I've Gotta Make You Love Me - It's The Magic in You Girl - Come on Home Girl - Love And Affection
- B-kant: Come on Back And Love Me - I've Cried A Million Tears - I'm The One Who Loves You - One Good Woman - New Breed, Now Generation